# Eucamenta transvaalensis
Eucamenta transvaalensis är en skalbaggsart som beskrevs av Louis Albert Péringuey 1904. Eucamenta transvaalensis ingår i släktet Eucamenta och familjen Melolonthidae. Inga underarter finns listade i Catalogue of Life.